# Вудстокский дворец
Вудстокский дворец (англ. Woodstock Palace) — несохранившаяся королевская резиденция в Вудстоке, Оксфордшир, Англия.
Английский король Генрих I построил здесь охотничий домик. В 1129 году он окружил его стеной протяжённостью в 11 км, создав первый закрытый парк, где содержались львы и леопарды. Охотничий домик был расширен и стал называться дворцом при внуке Генриха, Генрихе II, который проводил здесь время со своей любовницей Розамундой Клиффорд.
В Вудстокском дворце произошли следующие важные исторические события:
- бракосочетание короля Шотландии Вильгельма Льва и Ирменгарды де Бомон (1186);
- подписание Вудстокского договора между королём Англии Генрихом III и Лливелином Последним (1247)[2];
- рождение Эдмунда, младшего сына короля Англии Эдуарда I (1301);
- рождение Эдуарда Чёрного Принца (1330);
- бракосочетание Марии Плантагенет, дочери короля Англии Эдуарда III, и Жана IV, герцога Бретани (1361);
- заключение будущей королевы Англии Елизаветы I (1554—1558)[1].

Король Яков I и Анна Датская прибыли в Вудсток в сентябре 1603 года во время чумы. Сэр Роберт Сесил критично назвал «уродливым, поскольку всё здание стоит на источниках. Он [дворец] с душком, поскольку коровы и свиньи не источают приятного аромата. Он неудобен, поскольку во дворце смогли поместиться лишь король, королева с ближайшими фрейлинами и три или четыре члена Совета Шотландии». Королевский двор снова находился в Вудстоке в сентябре 1610 года.
В 1611 году король Яков подарил Вудстокский дворец своему сыну, принцу Генри. Он соорудил летнюю веранду из веток в парке, на которой обедал со своими родителями и сестрой, принцессой Елизаветой, в августе 1612 года.
Вудстокский дворец был почти полностью разрушен во время гражданской войны в Англии, а оставшаяся каменная кладка позже была использована для строительства Бленхеймского дворца поблизости.